# Epilohmannia maurii
Epilohmannia maurii är en kvalsterart som beskrevs av Fernández 1978. Epilohmannia maurii ingår i släktet Epilohmannia och familjen Epilohmanniidae. Inga underarter finns listade i Catalogue of Life.